# Federico Leo
Federico Leo (Varese, 27 agosto 1988) è un pilota automobilistico italiano, vincitore del Campionato Europeo FIA GT3 nel 2011 e dell'International GT Open nel 2012, nonché Campione Italiano GT 2016.

## Carriera[1]

### Formula Junior
Federico Leo ha iniziato la sua carriera in monoposto nel 2005 partecipando alla Formula Junior 1600. L'anno seguente, nella stessa serie, ha raggiunto il primo podio.

### Formula Renault 2.0
Alla fine del 2006 ha partecipato alla Formula Renault 2.0 Winter Series guidando per il team RP Motorsport. Nel 2007, rimanendo nello stesso team, ha preso parte al campionato principale senza però riuscire a racimolare buoni risultati.

### Formula Three
Nel 2008 avviene il passaggio in F3, Leo partecipa infatti al campionato tedesco di F3 con il team Ombra Racing. Concluse la stagione al nono posto con un terzo posto come miglior risultato in gara.

### Formula Renault 3.5 Series
Alla fine del 2008, Leo ha l'opportunità di guidare una Formula Renault 3.5 durante i test che si svolsero al Paul Ricard e a Valencia. In seguito firma con il team Pons Racing per la stagione 2009. Durante la stagione riuscirà a raccogliere 8 punti chiudendo al ventunesimo posto. Rimane con lo stesso team anche per la stagione successiva, raccogliendo 16 punti e conquistando un quinto posto come posizione migliore in gara.

### Auto GP
Nel 2010 prende parte, con il team Trident Motorsport, agli eventi di Imola e Monza del campionato Auto GP. Riesce ad ottenere due quinti posti nelle quattro gare a cui partecipa.

### GP2 Series
Nel 2010, inoltre, debutta nel campionato GP2 Series. Partecipa infatti all'ultima gara della stagione ad Abu Dhabi, dove sostituisce Edoardo Piscopo sulla vettura del team Trident.

### GT
Dal 2011 Federico Leo passa stabilmente alla guida di vetture Gran Turismo. La sua prima stagione lo vede protagonista nel campionato Europeo FIA GT3, dove alla guida di una Ferrari 458 Italia GT3 del team AF Corse conquista il titolo, ottenendo una vittoria e quattro podi. La stagione seguente, ancora alla guida di una Ferrari del team AF Corse, partecipa al GT Open, anche questa stagione si rivela ricca di soddisfazioni per il pilota varesino che grazie a tre vittorie e sette podi ottiene il titolo di campione. Nel 2013, ancora con AF Corse, prende parte all'European Le Mans Series dove raccoglie due podi, chiudendo quinto in classifica. Nel 2014 ritorna nel GT Open con AF Corse, la stagione si rivela meno vincente di quella del 2012 ma Leo riesce comunque ad ottenere due podi ed una pole position. Nello stesso anno debutta nella 24 Ore di Le Mans, è infatti uno dei piloti della vettura numero 52 di classe GTE-Pro del team Ram Racing, in equipaggio con Alvaro Parente e Matt Griffin.
Nel 2021 Federico Leo corre nel GT open con la Lamborghini Huracan del team Vincenzo Sospiri Racing Team.
Il 24 ottobre crea anche un canale YouTube di nome Federico Leo nel quale documenta le sue gare, mentre, nel 2019 ne apre un altro di nome Federico Leo Gaming dove fa vedere gli highlights delle sue gare al simulatore